# Cheiracanthium effossum
Cheiracanthium effossum är en spindelart som beskrevs av Herman 1879. Cheiracanthium effossum ingår i släktet Cheiracanthium och familjen sporrspindlar. Inga underarter finns listade i Catalogue of Life.